# Fleskum Herred

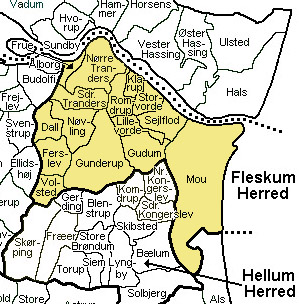
Fleskum Herred

Fleskum Herred was een herred in het voormalige Aalborg Amt in Denemarken. Bij de herindeling in 1970 ging Fleskum op in de nieuwe provincie Noord-Jutland, in 2007 werd het bij de regio Noord-Jutland gevoegd.

## Parochies
De oorspronkelijke herred omvatte 14 parochies. In latere beschrijvingen werden ook een aantal parochies in de stad Aalborg gerekend tot Fleskum. Alle parochies horen tot het bisdom Aalborg.
- Dall
- Ferslev
- Gudum
- Gunderup
- Klarup
- Lillevorde
- Mou
- Nørre Tranders
- Rørdal Kirkedistrikt was tot 2010 deel van Nørre Tranders
- Nøvling
- Romdrup
- Sejlflod
- Storvorde
- Sønder Tranders
- Volsted

### In de stad Aalborg
- Ansgars
- Budolfi
- Vor Frelsers
- Hans Egedes
- Margrethe
- Sankt Markus
- Skalborg
- Vejgaard